# 타임드 텍스트
타임드 텍스트(Timed text)는 오디오 및 비디오와 같은 다른 미디어와 동시에 텍스트 미디어를 표시하는 것이다.

## 응용
타임드 텍스트의 일반적인 응용 분야로는 웹에서 외국어 영화의 실시간 자막, 오디오 장치가 없거나 청각 장애가 있는 사람들을 위한 캡션, 노래방, 뉴스 항목 스크롤 또는 텔레프롬프터 응용 프로그램 등이 있다.
MPEG-4 영화 및 휴대폰 미디어에 대한 타임드 텍스트는 MPEG-4 Part 17 Timed Text에 지정되어 있으며 해당 MIME 유형은 RFC 3839에 지정되어 있다.

## 마크업 언어 사양
W3C는 인터넷에서 타임드 텍스트를 규제하기 위해 TTML(Timed Text Markup Language)과 WebVTT라는 두 가지 표준을 유지한다. SMPTE는 TTML에 사용할 추가 메타데이터 구조를 만들고 SMPTE-TT라는 TTML 프로필을 개발했다. DECE는 울트라바이올렛(UltraViolet) 공통 파일 형식 사양에 SMPTE Timed Text를 통합했다.

## 경쟁 포맷
SMIL 2.0 사양을 개발하는 동안 타임드 텍스트에 대한 상호 운용성이 나타났다. 오늘날 웹에서는 호환되지 않는 캡션, 자막 및 기타 타임드 텍스트 형식이 사용된다. 이는 SMIL 프리젠테이션을 생성할 때 텍스트 부분이 특정 재생 환경을 대상으로 해야 하는 경우가 많다는 것을 의미한다. 더욱이 접근성 커뮤니티는 시청각 콘텐츠에 대한 접근성을 높이기 위해 캡션에 크게 의존한다. 상호 운용 가능한 형식이 부족하면 이미 높은 웹 콘텐츠 캡션 비용에 상당한 추가 비용이 추가된다.

## 같이 보기
- 자막